# Theraphosoidea
Theraphosoidea è una  superfamiglia di aracnidi migalomorfi che comprende due famiglie:
- Theraphosidae THORELL, 1870, comunemente chiamate tarantole
- Paratropididae SIMON, 1889